# 충족 통계량
충분성(sufficiency)은 통계학에서 데이터세트의 매개변수 모델과 관련하여 표본 데이터세트에서 계산된 통계량의 속성이다. 충족통계량에는 데이터 세트가 모델 매개변수에 대해 제공하는 모든 정보가 포함된다. 이는 모델 매개변수에 대한 정보가 포함되지 않은 보조 통계 및 매개변수에 대한 정보만 포함되고 보조 정보가 포함되지 않은 전체 통계의 개념과 밀접한 관련이 있다.
관련 개념은 선형충분성(linear sufficiency) 개념으로, 충분성보다 약하지만 선형추정량으로 제한되지만 충족 통계량이 없는 경우에 적용할 수 있다. 콜모고로프 구조 함수는 개별 유한 데이터를 다룬다. 관련된 개념은 알고리즘적 충족 통계량이다.
이 개념은 1920년 로널드 피셔 경(Sir Ronald Fisher)에 의해 만들어졌다. 스티븐 스티글러(Stephen Stigler)는 1973년에 충분성 개념이 분포 형태의 가정에 대한 강한 의존성 때문에 기술 통계에서 선호되지 않는다고 언급했다. 그러나 이론적 작업에서는 여전히 매우 중요했다.